# Купер (округ, Міссурі)
Шаблон:StateAbbr_ 38°51′ пн. ш. 92°49′ зх. д. / 38.85° пн. ш. 92.81° зх. д.
Округ  Купер (англ. Cooper County) — округ (графство) у штаті Міссурі, США. Ідентифікатор округу 29053.

## Історія
Округ утворений 1818 року.

## Демографія
За даними перепису 
2000 року 
загальне населення округу становило 16670 осіб, зокрема міського населення було 8196, а сільського — 8474.
Серед мешканців округу чоловіків було 9001, а жінок — 7669. В окрузі було 5932 домогосподарства, 4139 родин, які мешкали в 6676 будинках.
Середній розмір родини становив 2,97.
Віковий розподіл населення поданий у таблиці:
| Стать    | До 15 років | 15-21 | 22-29 | 30-39 | 40-49 | 50-65 | 65-85 | Понад 85 |
| -------- | ----------- | ----- | ----- | ----- | ----- | ----- | ----- | -------- |
| Чоловіки | 1607        | 1392  | 1562  | 1062  | 1178  | 1147  | 927   | 126      |
| Жінки    | 1503        | 654   | 635   | 1024  | 1188  | 1182  | 1203  | 280      |

## Суміжні округи
- Говард — північ
- Бун — північний схід
- Моніто — південний схід
- Морган — південь
- Петтіс — захід
- Салін — північний захід

## Виноски
1. ↑  U.S. Decennial Census. United States Census Bureau. Архів оригіналу за 26 квітня 2015. Процитовано 14 листопада 2014.
2. ↑  Historical Census Browser. University of Virginia Library. Архів оригіналу за 16 серпня 2012. Процитовано 14 листопада 2014.
3. ↑  Population of Counties by Decennial Census: 1900 to 1990. United States Census Bureau. Архів оригіналу за 3 грудня 2014. Процитовано 14 листопада 2014.
4. ↑  Census 2000 PHC-T-4. Ranking Tables for Counties: 1990 and 2000 (PDF). United States Census Bureau. Архів оригіналу (PDF) за 18 грудня 2014. Процитовано 14 листопада 2014.
5. ↑  State & County QuickFacts. United States Census Bureau. Архів оригіналу за 9 липня 2011. Процитовано 7 вересня 2013.(англ.) Наведено за англійською вікіпедією.
6. ↑  American FactFinder. Бюро перепису населення США. Архів оригіналу за 29 липня 2011. Процитовано 31 січня 2008.

| США | Це незавершена стаття з географії США. Ви можете допомогти проєкту, виправивши або дописавши її. |